# 星合の空
『星合の空』（ほしあいのそら）は、赤根和樹原作・監督・脚本、エイトビット制作による日本のオリジナルテレビアニメ作品。2019年10月から12月までTBSテレビ『アニメリコ』枠ほかにて放送された。
本作では、廃部寸前の男子中学ソフトテニス部を舞台に、ソフトテニスを通した様々な想いを胸に抱く少年たちの青春ストーリーが描かれる。主人公の2人を始めとして、主要人物の多くが家族の性格や家庭環境になんらかの問題を抱えており、本作における重要なテーマの一つとなっている。
タイトルは、『建礼門院右京大夫集』に収録されている和歌「何ごとも 変はりはてぬる 世の中に ちぎりたがはぬ 星合の空」から由来している。和歌の訳は、「すべてが変わり果てた世の中になっても、七夕の牽牛と織姫のした逢瀬の約束は違えることはないだろう」という恋愛の歌であり、星合の空は「七夕」を意味している。

## 制作
『天空のエスカフローネ』、『ノエイン もうひとりの君へ』、『コードギアス 亡国のアキト』などSFやロボットものを多く手がけた赤根和樹が、新しいチャレンジとして、廃部寸前のソフトテニス部を舞台に男子中学生の群像劇を描く。
題材としてソフトテニスを選んだのは、監督の赤根が経験者だったこと、ソフトテニスは中学生の競技人口が一番多く、高校生になると半減、大人はほとんどやっていないところに、思春期の感情と同じだと思ったからだという。
キャスティングはテープ審査で行われた。雨野樹役の松岡禎丞は赤根が以前仕事したとき「うまいなあ」と思ったので決め打ちになった。
放送終了後に更新された赤根和樹のTwitterでは、本来は全24話（分割2クール）の構成で放送する予定だったが、放送半年前の2019年春に12話のみの放送に変更された経緯が語られている。星合の空自体は2年以上の期間をかけて制作してきた上に変更の決定が直前すぎたため構成を変更することもできず、そのまま当初予定していた最初の12話を放送した。残りの12話に関しては全てが未定であるが、赤根和樹はその後のツイートで続編を作りたいという願いと物語の完結に対する意欲を語っている。
赤根は2020年のアキバ総研のインタビューで、放送前にスポンサーの降板や赤根に声をかけたテレビ局のプロデューサーが異動したこと、日常的な動作を描けるアニメーターが少なくなり制作が難航したことを打ち切りの理由にあげている。
放送終了後の2020年1月に公式Twitterにて本編終了後を描いたメモリアルとなるPVの製作が発表され、5月20日に最終話から2年後を描いた『星合の空 Special Fan movie』が公開された。

## あらすじ
中学2年生の桂木眞己は母親と引っ越しして、志城南中（しじょうみなみちゅう）に転校、幼馴染だった新城柊真と再会する。男子ソフトテニス部で部長をしている柊真は、廃部の危機を乗り越えるべく奮闘、運動神経のいい眞己に目をつける。
だが、母子家庭の眞己は家事で忙しく、入部を一蹴。柊真から「入部してくれたら月1万円、試合に勝ったら1万円、合計4万円金を払う」という約束で、眞己はソフトテニス部に入部。夏の大会で最低一勝することを目標に、二人はペアを組むことになる。
ソフトテニス部の部員たちは眞己の入部に冷ややかだったが、眞己の並外れた運動神経やセンス、ペアを変更するアイデアに次第に乗り気になり、練習に取り組むようになる。顧問の桜井も後輩のツテで強豪・御崎学園との練習試合を組むなど、部活に積極的に関わるようになる。
部員たちはそれぞれ親子関係に事情を抱えていた。夏季大会予選前、曽我翅は父親と口論になった際、階段から落ちて右腕を骨折、竹ノ内晋吾とのペアでの出場を断念する。
予選がはじまり、布津凜太朗・雨野樹、石上太洋・月ノ瀬直央ペアは一回戦で敗退するも、新城・桂木ペアは旗の丘中の日下部ジョイを破り一勝を果たす。続く二回戦、三回戦と勝ち進み、五瀬 陸・穹ペアには肉薄したものの敗退。それでも部員たちはこれまでの健闘を喜び合う。
柊真は兄の涼真に電話で試合結果を報告しようとするが、電話に出た柊真の母親は「涼真を連れて離婚する」と告げる。一方、帰宅した眞己は、離婚した父親が家を荒らしたことを思いつめ、包丁を買って父親のアパートに向かう。

## 登場人物

### 志城南中学

#### 男子ソフトテニス部
部員は2年生のみ。数年前までは全国大会に出場するほどの強豪だったが、現在は4年間一度も公式試合に勝ったことがなく、女子にも負けるほどの弱小チーム。生徒会長の提案で夏の大会で最低でも一勝しなければ廃部となる危機を迎えている。入部した桂木眞己のアドバイスにより、ペアの変更を行ったことから一転し、強豪校との試合にも好結果を得て、前向きに練習を行うようになっていく。
桂木 眞己（かつらぎ まき）
声 - 花江夏樹
本作の主人公。2年C組。前衛。志城南中学に転校してきた。忙しい母に代わり家事全般を担っている。マンションの8階まで階段で昇り降りする健脚と体力の持ち主。小学1年生までは柊真と同じ小学校に通っており、中学時代の涼真とも面識があった。今も涼真から柊真を抜いてソフトテニスを教えてもらっている様子が描写されている。抜群の運動神経とセンスから、廃部に迫られているソフトテニス部に入るよう柊真に勧誘され、月1万円の報酬で契約を交わし、入部することになる。料理が得意で、買い物に同行した柊真と悠汰と夏南子からも絶賛されている。
テニス部入部当初は思ったことを辛辣に言うため他の部員から煙たがられていたが、ペアを変更するなどのアイデアで徐々に部員たちをやる気にさせていく。
母親の留守中、金をせびりに来る実父から暴力やラケットを壊されるなどの虐待を受けており、母親にも隠していたが、柊真には打ち明けている。
初期の頃は人との関わりを避けるような態度が目立ったが、部員たちの様々な面に触れるうちに徐々に打ち解けるようになる。自身の過去や父親との関係から人の痛みや悩みに敏感であり、性的マイノリティである悠汰にFTMである母親の友人の話をして励ましたり、自分の将来に悩んで落ち込んでいる夏南子を見て夕食に誘ったりするなど、心を許した人間には本来持っている優しさを見せる。
「Special Fan movie『その後の彼等…』」では悠汰、夏南子、アラシとは高校進学後も交流が続いているが、柊真とは疎遠となっていることが描かれている。
新城 柊真（しんじょう とうま）
声 - 畠中祐
本作のもう一人の主人公。2年C組。後衛。男子ソフトテニス部の部長で2年C組のクラス委員長も務めている。廃部寸前の男子ソフトテニス部存続のため奔走し、運動神経の良い眞己に月1万円を支払うという契約で入部させる。性格は真面目で律儀だが直情径行で融通が利かないことも多い。
母親からはよく思われておらず、仲が悪い。兄であり、ソフトテニス部のOBである涼真との仲は良さそうに見えるが、涼真が自分を抜いて眞己にソフトテニスを教えている事に嫉妬している様子もうかがえる。初心者の眞己に惨敗した部員たちに激怒し、翌日練習を無断欠席したり、健二に現金を叩きつけ「眞己に近づいたら殺す」と啖呵を切るなど、感情のまま動くこともある。部員で行ったバーベキューでは居心地の悪そうな表情を見せ、大人数で騒ぐ事が苦手だと悠汰に吐露していた。
部屋には恐竜に関する物や化石や多数のサボテンを飾っている。
「Special Fan movie『その後の彼等…』」では高校進学後もソフトテニスを続けているが、眞己とは疎遠になっている。部内でもペアとの関係が拗れている様子が描かれており、帰宅時に眞己と再会する場面でPVは終了する。
布津 凜太朗（ふつ りんたろう）
声 - 佐藤元
2年D組。後衛。一人称は「僕」。男子ソフトテニス部副部長。何でも卒なくこなすが、眞己が部員を指導するようになって自信を失い始める。
実の母親（声 - 川澄綾子）は未婚のまま若くして凜太朗を出産したため、生まれてすぐ布津家に引き取られる。小学5年生の時に養子である事を知らされて以降、自分が厄介者ではないかと恐れるようになり、養父母（声 - 野瀬育二（父)、大津愛理（母））の期待に応えようと人一倍努力していた。
試合後に送られたメールで実母が会場に来ていたことを知り後を追うが、結局会うことは出来なかった。
「Special Fan movie『その後の彼等…』」では大洋と同じ高校に進学しているが、進学先の高校にソフトテニス部がないため、大洋と共に設立のための部員集めをしている様子が描かれている。
雨野 樹（あめの いつき）
声 - 松岡禎丞
2年B組。前衛。男子ソフトテニス部では一番小柄。辛辣な物言いが多い。父子家庭で姉・奈美恵は女子ソフトテニス部副部長。1歳の頃に実母に熱湯をかけられ、背中に火傷の痕があるため、人前での着替えを避けていた。
口数が多い方ではないが、仲良くなった相手には「マキマキ」「かなにゃん」など独特なニックネームで呼ぶ癖がある。
「Special Fan movie『その後の彼等…』」では高校進学後もソフトテニスを続けていることや、身長もかなり伸びている様子が描かれている。
曽我 翅（そが つばさ）
声 - 豊永利行
2年B組。前衛。気分屋かつはっきりものを言う性格で、何事にも反抗的。眞己の入部当初も反発する様子を見せていた。運動神経が良く、スポーツ全般が得意。
小学校の頃はサッカーをしていたが、挫折がきっかけで父親（声 - 前田弘喜）からつらく当たられるようになる。その他に母（声 - 今泉葉子）、潤（声 - 村上裕哉）、耀（声 - 野上翔）という2人の兄がいる。
「Special Fan movie『その後の彼等…』」では高校進学後もソフトテニスを続けていることが描かれている。
竹ノ内 晋吾（たけのうち しんご）
声 - 佐藤圭輔
2年A組。後衛。明るい性格で部のムードメーカー。負けん気も強く、感情的になることも多い。
異母妹の杏（声 - 諸星すみれ）とは一緒にアニメを見てダンスを踊るなど仲が良く、アニメのダンスを「勝利の舞」として試合前のルーティーンに取り入れるよう提案するなどノリがいい。翅とは小学校のサッカーチームでも一緒で、彼のサッカーの実力も認めている。再婚家庭であり父親（声 - 蓮岳大）との関係は良好だが、義母（声 - 湯屋敦子）は妹ばかりかわいがり、晋吾のことをよく思っていない様子。
「Special Fan movie『その後の彼等…』」では、一般的な高校ではない進学先を選択したことが描かれている。
月ノ瀬 直央（つきのせ なお）
声 - 小林裕介
2年A組。前衛。マイペースな性格で、虚言でしばしば周囲を困惑させるが、人を励ますなど明るい一面も持つ。
校内でも有名なモンスターペアレントである母親（声 - 進藤尚美）からはテニスを辞めて勉強に専念するよう圧力を掛けられており、虚言癖が悪化するなど、次第に精神を蝕まれていく。
「Special Fan movie『その後の彼等…』」では高校進学後はソフトテニスは続けていない様子で、不良風の生徒達との関係が描かれている。
石上 太洋（いしがみ たいよう）
声 - 天﨑滉平
2年A組。後衛。温厚な性格で、仲裁役に回ることが多い。優柔不断かつ緊張しやすい性格。
東京出身だが、両親（声 - 粟津貴嗣（父）、岸本百恵（母））が関西出身のため関西弁で話す。過保護な両親にやや辟易している。
「Special Fan movie『その後の彼等…』」では凛太朗と同じ高校に進学しており、ソフトテニス部設立のための部員集めをしている様子が描かれている。
飛鳥 悠汰（あすか ゆうた）
声 - 山谷祥生
2年C組。柊真の友人で、眞己に誘われ男子ソフトテニス部マネージャーとなる。気弱だが、細かい気配りや思いやりに長けており、調べ物が得意。
自身の性に悩んでおり、Xジェンダーなのではないかと語っている。「悠汰」という名前や性自認への違和感に人知れず苦悩している。理解ある姉2人（声 - 石見舞菜香（いづみ）、高田憂希（ひかり）の影響で女性向けファッションやメイクアップ等にも詳しいが、息子を男子として育てたい母親（声 - 櫻井浩美）との間には亀裂が生じてしまう。
「Special Fan movie『その後の彼等…』」では眞己や夏南子とも交流が続いていることが描かれている。
桜井 隆幸（さくらい たかゆき）
声 - 櫻井孝宏
美術教師で男子ソフトテニス部顧問。部員たちからは「たかちん」と呼ばれる。飴が好物。後輩であり御崎学園ソフトテニス部コーチの門脇との会話では「5年前の事故」以来、部活は楽しめればいいとあまり関わらなかったが、部員たちが練習熱心になったのを見て顧問らしいことをしたくなったと語っている。
村上 拓人（むらかみ たくと）
声 - 古川慎
第1話で「モテない」という理由でテニス部を退部した。その後バスケ部に入部。

#### 女子ソフトテニス部
全国大会にも出場した強豪で部員も多い。
高田 希唯（たかだ けい）
声 - 松田颯水
女子ソフトテニス部部長。テニス部のエースだが、男女テニス部で練習試合を行った際に柊真に対してアドバイスを送るなど男子部員にも分け隔てなく接する。日焼けしている肌から「クロアゲハ」と呼ばれている。
雨野 菜美恵（あめの なみえ）
声 - 夏川椎菜
樹の姉で高田とペアを組む。色白の肌から希唯とは対照的に「シロアゲハ」と呼ばれている。練習後は一緒に総菜の買い出しに向かうなど姉弟の仲は良好であり、樹から頼まれて男女テニス部の練習試合の口添えをするなど、両部の橋渡し役にもなっている。
室生 さくら（むろお さくら）
声 - 甲斐田裕子
数学教師で女子ソフトテニス部顧問。男子部との練習試合では部員の不真面目な態度に苛立っていたが、眞己が男子部を指導し始めやる気を出すようになってから、徐々に認めるようになる。すぐに調子に乗る男子部員を見て「何も考えずに飛び跳ねるバッタ」と評して呆れたこともあるが、本気で勝利を目指す熱意と上達を認め、男女テニス部による練習試合を許可する。

#### そのほかの生徒・教師
御杖 夏南子（みつえ かなこ）
声 - 峯田茉優
眞己と同じマンションに住むクラスメイト。男子ソフトテニス部の様子を覗き一人で毒づいているが、部員に同行した練習試合では志城南中のプレーにこっそりガッツポーズを見せるなど無意識に応援している。イラストが得意でSNSでは賞賛されているが、クラスではオタクとからかわれている。絵を描くことに否定的な親や経済的理由から、絵の道に進むべきか悩んでいる。男子テニス部の練習中は主にスケッチをしており、スケッチブックには練習に取り組む部員の姿が描かれている。練習後は眞己の買い物に同行し、一緒に夕飯を食べるのが日課になっている。
SNS上ではnatsukoの名前で活動しており、熱心なファンも大勢ついているが、ファンが喜ぶようなイラストではなく眞己と柊真のスケッチをアップするようになってからは批判的なリプライが増えている。
「Special Fan movie『その後の彼等…』」では眞己や悠汰とも交流が続いていることが描かれている。
春日 絹代（かすが きぬよ）
声 - 坂本真綾
ふくよかな体形の生徒会長。生徒会で部活予算の再配分を決める提案を出し、成果を出していない部活に予算は出さないと決定。祖母・春陽（はるひ、声 - 八百屋杏）が付けた「絹代」という名前が気に入らない母・綾花（りょうか、声 - 藤田奈央）からは「るりは」と呼ばれ、本人は日記の中では「香織」と名乗っている。名家の令嬢で私立の女子大付属中に進学する予定だったが、こちらは母親の一存で志城南中に入学している。

### 他校の選手
王寺 アラシ（おうじ アラシ）
声 - 寺島拓篤
強豪校である御崎学園の選手で、2年ながらエースを務め、全国クラスの実力を誇る。典型的なワンマンプレーヤーであり、対戦相手を見下す他パートナーの須永を信用せず自分で決めようとするなど協調性に欠ける性格だったが、眞己、柊真との対戦でチームプレーの重要性に気付く。
愛犬の散歩中に飛び入り参加した志城南中のバーベキューで振る舞われた眞己のソーメンチャンプルーに感激し、眞己と会う度にまた作って欲しいとせがむようになる。念願叶って試合前に眞己からソーメンチャンプルーを差し入れられた時は直央、大洋の対戦相手である自チームの先輩の情報をうっかり提供してしまった。
「Special Fan movie『その後の彼等…』」では眞己と同じ高校に進学しており、眞己との繋がりで悠汰、夏南子とも交流を持っていることが描かれている。
日下部 ジョイ（くさかべ ジョイ）
声 - 高梨謙吾
夏季大会予選団体戦で志城南と対戦した旗の丘中学校の選手。178センチの高長身を誇るハーフで、モデルも務めるなど女子からの人気も高い。試合中にバク宙を披露するなど身体能力抜群で、テニスの実力は確かだが絵に描いたようなナルシストであり、自分が目立つことにしか興味がなく、ペアを組む大友雅美（声 - 宮崎遊）を「邪魔」といって信用しないなどチームプレーヤーとして問題がある。その弱点を眞己、柊真ペアに突かれてあっさり敗れ去り「テニスを辞めて卓球をする」と言い残してコートを去った。
五瀬 陸・穹（いつせ りく・そら）
声 - 上村祐翔
白鳥中学校3年。全国大会2年連続優勝の天才ペア。クールな性格でアラシからもリスペクトされている。双子らしく息の合ったコンビネーションで眞己と柊真を圧倒するが、眞己の奇策によってパニックを起こしてフルセットまで追い詰められるも、終盤に落ち着きを取り戻し、眞己達を圧倒して試合に勝利。自分達を最後まで追い詰めた二人の実力を認めて自ら握手を求めた。

### 主人公たちの家族・関係者
桂木 あや（かつらぎ あや）
声 - 名塚佳織
眞己の母親。二級建築士として工務店で働くシングルマザー。家事全般が苦手であり、多忙でもあるため家事は眞己に任せている。元夫の健二を恐れているが、引っ越し先の家を突き止められていることに薄々気付いており、健二に渡す金を封筒に入れ家に置いている。
京終 健二（きょうばて けんじ）
声 - 中井和哉
眞己の父親。血縁関係を利用し、役所のつてで眞己とあやの住所を突き止め、金をせびりにやってくる。過去の暴力による虐待で精神的に支配している眞己が一人でいる時を狙って家にあがりこむ。公式設定資料集によるとかつては小説家を目指していたが挫折し、現在はゴシップ専門のライターをやっている様子。
新城 涼真（しんじょう りょうま）
声 - 松風雅也
柊真の兄。大学生で志城南中学男子ソフトテニス部のOBで中学時代は2年連続で全国大会で優勝する。一人称は「俺」。中学時代から眞己と面識があり、今でも交流がある様子で、眞己にソフトテニスを教えたりアドバイスをしたりしている。母親に疎まれている柊真の事を気にかけている。
柊真の母
声 - 柚木涼香
優秀な涼真とは仲が良いが、柊真とは険悪な仲。試合で勝ったという報告の電話をかけてきた柊真に対し、夫と離婚することを告げる。
藤田 璋（ふじた しょう）
声 - 阿部敦
あやの大学時代からの友人で、眞己とも家族同然の付き合いをしている。外見は普通の青年だが戸籍上は女性であり、本名は璋子である。眞己がジェンダフリーに対してフラットな考え方をするのは、彼がFTMで悩んでいた過去を聞いたことが大きい。

## スタッフ
- 原作・監督・脚本 - 赤根和樹[1][14]
- 副監督 - 三宅和男[1][14]
- キャラクター原案 - いつか[1][14]
- アニメーションキャラクターデザイン・アニメーションディレクター - 高橋裕一[1][14]
- 総作画監督 - 高橋裕一（第1話を除く）
- 場面設計 - 竹下美紀[1][14]
- プロップデザイン - 小倉典子、飯田恵理子、加藤恵子
- 色彩設計 - 中山久美子[1][14]
- 美術監督 - 志和史織[1][14]
- 美術設定 - 藤井一志[1][14]、佐藤正浩（第2、3話）
- CGディレクター - 生原雄次[1][14]
- 撮影監督 - 頓所信二[1][14]
- 編集 - 木村佳史子[1][14]
- 音響監督 - 明田川仁[1][14]
- 音楽 - jizue[1][14]
- 音楽制作 - フライングドッグ[1][14]
- プロデューサー - 京谷知美、伊藤将生、長谷川嘉範、淡路徹、向井地基起
- アニメーションプロデューサー - 葛西励
- アニメーション制作 - エイトビット[1][14]
- 製作 - 星合の空製作委員会、TBS

## 主題歌
「水槽」
中島愛によるオープニングテーマ。作詞は新藤晴一、作曲は矢吹香那、編曲はトオミヨウ。
「籠の中の僕らは」
AIKI from bless4によるエンディングテーマ。作詞・作曲はMotokiyo、編曲は河合英嗣。

## 各話リスト
| 話数   | 絵コンテ                             | 演出                           | 作画監督 |
| ------ | ------------------------------------ | ------------------------------ | --- |
| 第1話  | 赤根和樹                             | 三宅和男                       | 高橋裕一 |
| 第2話  | 安田賢司                             | 尋田耕輔                       | 入江篤 吉川真帆 紺野美喜 竹下美紀 森悦史 古林杏子 酒井智史                                                    |
| 第3話  | 三宅和男                             | 江口大輔                       | 森田和明 小美野雅彦 中山みゆき 小島彰 日高真由美 高岡じゅんいち 石田可奈 今岡大 齋藤雅和 黒川あゆみ           |
| 第4話  | 吉田泰三                             | 井之川慎太郎 ながはまのりひこ  | 竹下美紀 森田和明 小菅和久 古林杏子 よしやまゆう 鵜池一馬 ごとうじゅんじ                                      |
| 第5話  | 寺東克己                             | 志賀翔子                       | 高井里沙 柳瀬譲二 森悦史 黒川あゆみ                                                                           |
| 第6話  | 伊藤康裕                             | 伊藤康裕                       | 中山みゆき 飯飼一幸 森田和明 斎藤和也 古林杏子 小島彰 竹下美紀 八木澤修平 菊地康仁 橋本明日美 入江篤          |
| 第7話  | 赤根和樹 清水聡                      | 尋田耕輔 村木智彦              | 菊地康仁 村山公輔 森田和明 柳瀬譲二 米澤彩織 橋本明日美 小島彰 飯飼一幸 黒川あゆみ 竹下美紀 山崎秀樹 村木智彦 |
| 第8話  | 加瀬充子                             | 名和宗則                       | 中山みゆき シノミン 斎藤和也 黒川あゆみ 古林杏子 松本弘 亀田朋幸                                              |
| 第9話  | 宮地☆昌幸                            | 大石康之                       | 高井里沙 森田和明 黒川あゆみ 入江篤 山崎秀樹 竹下美紀 シノミン                                                |
| 第10話 | 吉田泰三                             | 江口大輔                       | 菊地康仁 小島彰 中山みゆき 入江篤 古林杏子 竹下美紀 シノミン 黒川あゆみ 山崎秀樹 高井里沙                     |
| 第11話 | 伊藤康裕 吉田泰三                    | 三宅和男                       | 高井里沙 森田和明 竹下美紀 山崎秀樹 菊地康仁 八木澤修平 黒川あゆみ シノミン 関口雅浩 斎藤和也                 |
| 第12話 | 赤根和樹 宮地☆昌幸 大石康之 伊藤康裕 | 三宅和男 田中タカユキ 尋田耕輔 | 入江篤 高井里沙 竹下美紀 菊地康仁 森田和明 山崎秀樹 黒川あゆみ シノミン 関口雅浩                              |

## 放送局
| 放送期間                      | 放送時間                     | 放送局         | 対象地域   | 備考                                         |
| ----------------------------- | ---------------------------- | -------------- | ---------- | -------------------------------------------- |
| 2019年10月11日 - 12月27日     | 金曜 1:58 - 2:28（木曜深夜） | TBSテレビ      | 関東広域圏 | 製作局 / 字幕放送 / 『アニメリコ』第2部      |
| 2019年10月13日 - 12月29日     | 日曜 2:00 - 2:30（土曜深夜） | BS-TBS         | 日本全域   | BS/BS4K放送 / 『アニメリコ』枠               |
| 2019年10月21日 - 2020年1月6日 | 月曜 1:30 - 2:00（日曜深夜） | TBSチャンネル1 | 日本全域   | CS放送 / 『アニメリコ』枠 / リピート放送あり |
| 2019年10月23日 - 2020年1月8日 | 水曜 2:25 - 2:55（火曜深夜） | 静岡放送       | 静岡県     | 『アニメ6区』第2部                           |

## BD / DVD
| 巻 | 発売日        | 収録話         | 規格品番  | 規格品番  |
| 巻 | 発売日        | 収録話         | BD        | DVD       |
| -- | ------------- | -------------- | --------- | --------- |
| 1  | 2020年2月26日 | 第1話 - 第6話  | SHBR-0608 | DASH-0062 |
| 2  | 2020年4月22日 | 第7話 - 第12話 | SHBR-0610 | DASH-0064 |

## EDにおけるダンス振付について
エンディングのダンスシーンは、既存のオリジナルダンス動画に類似していると指摘され、2019年10月23日に当事者の踊り手2人はTwitterで比較動画を投稿し、振付の無断使用ではないかと訴えた。翌24日、製作委員会は「事実関係の確認中」と公表。製作局であるTBSは、踊り手に対して「振付を使用した」と謝罪し、「一部はまだ調査中」としていた。
同31日に製作委員会は、公式Twitter上で踊り手2人に謝罪し、協力関係を築いたことを報告するとともに、以後はエンディングのクレジットに「振り付け協力」として躍り手2人の名前が掲載されるようになった。
その後2020年1月31日、公式Twitterにて、当事者の一人であるめろちん氏へ改めて依頼・打ち合わせを行い、エンディングアーティストである、AIKI氏とのコラボレーションを計画中であることが発表され、3月19日にめろちん新規振付による、AIKI×めろちん「踊ってみた」コラボ映像 「星合の空 Special Collaboration Movie」がYouTubeにて公開された。
なお、「星合の空 Special Collaboration Movie」でのめろちん氏の新規振付は、その後「星合の空 Special Fan movie」内で改めて使用されている。